# Mikroskop stereoskopowy

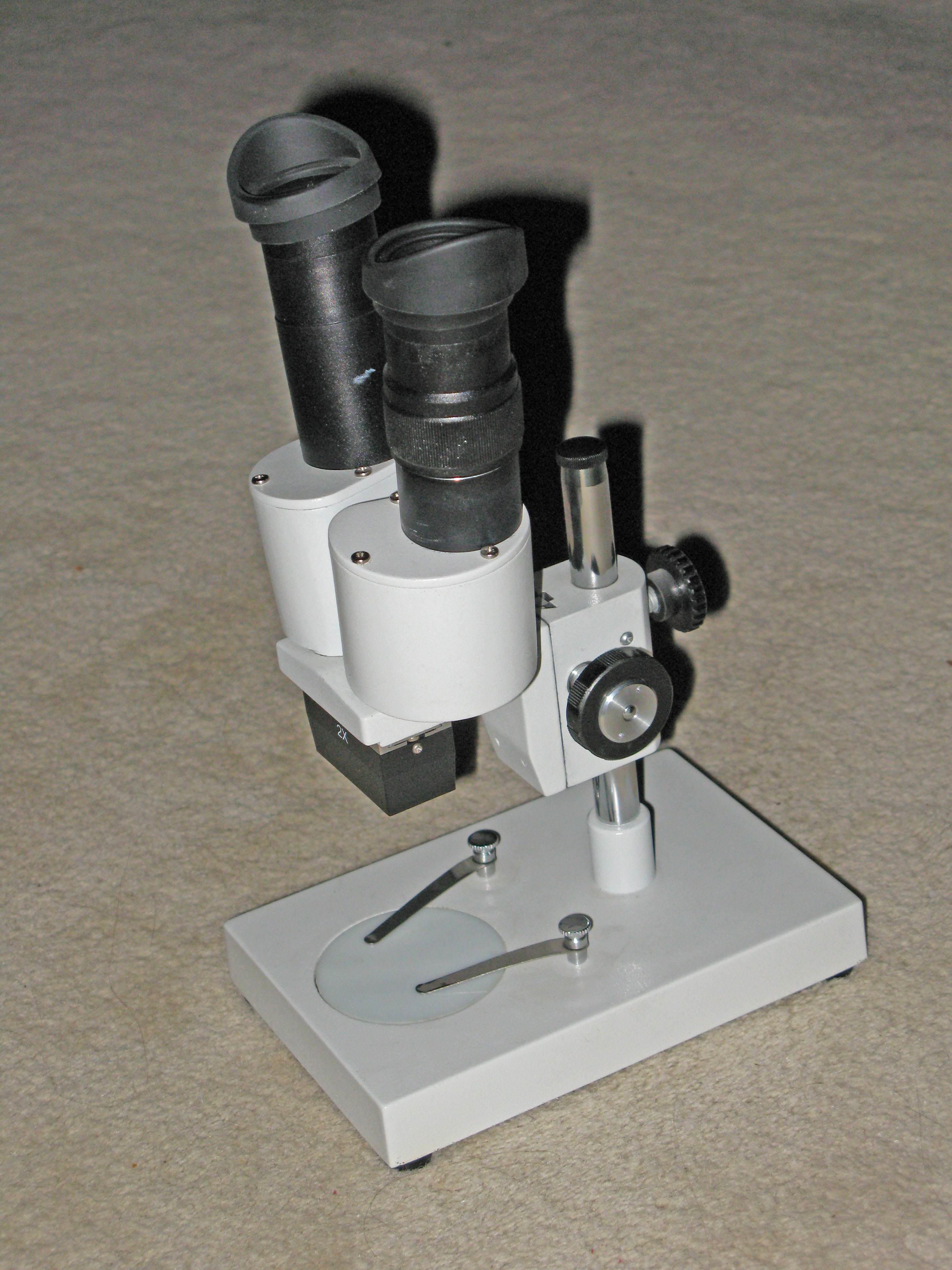
Mikroskop stereoskopowy w systemie Greenougha

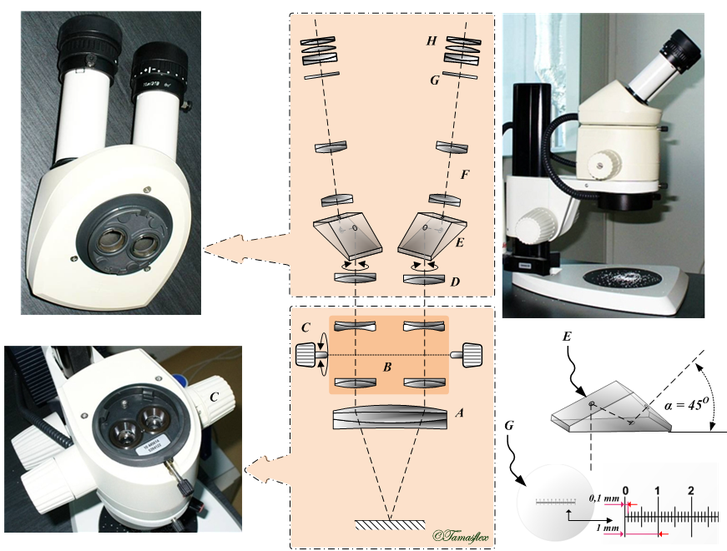
Mikroskop stereoskopowy w systemie Abbego

Mikroskop stereoskopowy (binokular) – mikroskop optyczny z oddzielnymi okularami dla obojga oczu pozwalający na przestrzenne widzenie obrazu powiększanego. Widziany w nim obraz jest trójwymiarowy, dzięki czemu świetnie nadaje się do obserwowania poruszających się np. małych owadów. Zakres powiększeń mikroskopów stereoskopowych waha się w granicach od 3x do ponad 200x, większe powiększenia nie są stosowane ze względu na małą odległość roboczą obiektywów od próbki, oraz niedostatecznie dużą ilość światła odbitego wpadającego do obiektywów.
Istnieją dwa rozwiązanie techniczne dotyczące obiektywów:
- system Greenougha w którym zastosowano dwa niezależne obiektywy,
- system Abbego w którym zastosowano jeden czołowy obiektyw.